# إميلي دا فونسيكا
إميلي دا فونسيكا (بالدنماركية: Emilie da Fonseca؛ بالنرويجية البوكمول: Emilie da Fonseca) هي مغنية ومغنية أوبرا وممثلة دنماركية ونرويجية، ولدت في 31 ديسمبر 1803 في كوبنهاغن في الدنمارك، وتوفيت في 8 مايو 1884 في كريستيانية ‏ في النرويج.